# بروكسترفالد
بروكسترفالد (بالهولندية: Broeksterwoude)‏ هي قرية في بلدية دانتوماديل بمقاطعة فرايزلاند، هولندا.